# Niewdzięczny syn
Niewdzięczny syn (Der undankbare Sohn) – baśń opublikowana przez  braci Grimm w 1815 roku w zbiorze ich  Baśni (tom 2, nr 145). 

## Treść[1]
Pewnego dnia mąż i żona jedli pieczoną kurę. Wtedy mąż z daleka zobaczył, że nadchodzi jego stary ojciec. Nie chcąc się z nim dzielić ukrył kurę. Ojciec posiedział chwilę, a potem wyszedł. Po wyjściu ojca, syn wyciągnął talerz z ukrycia, chcąc skończyć jedzenie kury. Wtedy jednak kura zamieniła się w ropuchę. Ropucha skoczyła na jego twarz i w żaden sposób nie dała się usunąć. Wyglądała bardzo złowrogo, że nikt inny też nie miał odwagi po nią sięgnąć. Od tej pory niewdzięczny syn musiał ropuchę codziennie karmić, inaczej odgryzała kawałek jego twarzy. I tak zostało.